# Bernhard Cossmann

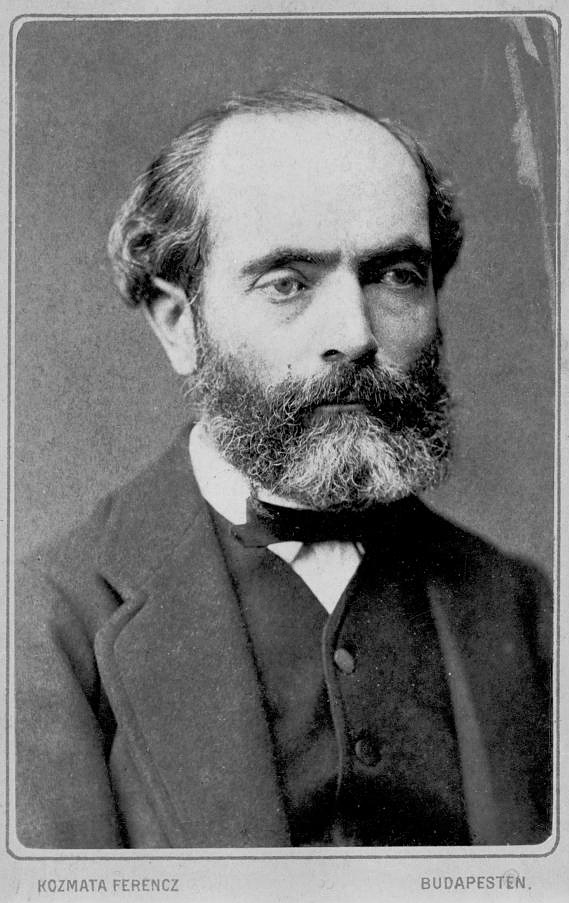
Bernhard Cossmann.

Bernhard Cossmann, född den 17 maj 1822 i Dessau, död den 7 maj 1910 i Frankfurt a. M. , var en tysk violoncellvirtuos. Han var far till Paul Nikolaus Cossmann.
Cossmann var efter vartannat anställd i orkestrar i Paris, Leipzig, London och Weimar. År 1866 blev han celloprofessor vid konservatoriet i Moskva och 1878 vid Hochs konservatorium i Frankfurt a. M.